# Surtees TS5
Der Surtees TS5 war ein Formel-5000-Rennwagen, der 1969 und 1970 entwickelt und gebaut wurde.

## Entwicklungsgeschichte
Der Bau des TS5 ging auf eine Initiative des britischen Rennwagenkonstrukteurs Roger Nathan zurück. Nathan, der in der zweiten Hälfte der 1960er-Jahre gemeinsam mit Frank Costin unter dem Namen Costin Nathan einen Rennsportwagen entwickelt hatte, suchte Ende 1968 Partner für die Entwicklung eines Formel-5000-Rennwagens. Nathan wollte in diese neu geschaffene Rennserie einsteigen und benötigte dafür ein brauchbares Rennfahrzeug. Er sprach den britischen Rennwagentechniker Len Terry darauf an, der zusagte einen Wagen zu entwerfen. Terry hatte sich vor allem als Konstrukteur der erfolgreichen Lotus-Monoposto 33 und 38 einen Namen gemacht. Das Jahr 1968 verbrachte er bei Lola, um dort den Formel-2-BMW T102 zu entwickeln. Als dritter Beteiligter stieß der ehemalige Motorrad- und Formel-1-Weltmeister John Surtees hinzu. Surtees war 1968 noch sehr aktiver Rennfahrer. Er war Werksfahrer bei Honda und beendete die Fahrerweltmeisterschaft der Formel 1 als Gesamtsiebter.
Parallel zu seinen Engagements als Fahrer hatte Surtees aber längst begonnen einen eigenen Rennstall, das Team Surtees, aufzubauen. Nach Nathan, Terry und Surtees erschien Ende 1968 mit dem US-amerikanischen Schauspieler James Garner der vierte Teilnehmer an diesem Projekt. Garner unterhielt unter der Bezeichnung American International Racers ein Rennteam und suchte ein Fahrzeug, um in der US-amerikanischen Formel-A-Serie, dem dortigen Gegenstück zur britischen Formel 5000, an den Start gehen zu können.
Terry konstruierte und baute die ersten vier Fahrgestelle in seiner kleinen Werkstatt in Poole und wurde dabei von Surtees logistisch unterstützt. Ursprünglich sollten die Fahrzeuge die Bezeichnung Terry-Surtees TS5 für die Formel 5000 und Garner TS5 für die Formel A erhalten. Aber die Finanzierung geriet ins Stocken, Nathan sprang von dem Projekt ab und Garner hatte bereits seinen Lola T70 und den CanAm-Lola T162 veräußert, um seinen Projektteil finanzieren zu können. Erst mit der Übernahme des Projekts durch John Surtees erhielt der Vorgang eine vernünftige technische und finanzielle Basis. Die vier Fahrgestelle von Terry wurden in der Fabrik von Surtees fertiggestellt und drei weitere Wagen komplett dort gebaut.
Terry folgte bei seinem Entwurf der schlanken Konstruktion, die schon beim Lotus 38 zum Tragen kam. Der Rennwagen hatte ein Monocoque, Einzelradaufhängungen und ein Hewland-LG-500-Getriebe. Als Triebwerk war ursprünglich ein 500 PS starker 5-Liter-V8-Motor von Ford vorgesehen. Im Winter 1968/1969 hatte der Garner-Teampilot Scooter Patrick die Testfahrten mit dem Prototyp übernommen. Als die beiden Garner TS5 im März 1969 an die US-Amerikaner übergeben wurden, statteten diese die Wagen mit V8-Triebwerken von Chevrolet aus, die in der Folge die maßgeblichen Triebwerke dieses Rennwagens blieben. Weitere Testfahrten in Riverside verliefen unerfreulich. Scooter Patrick und Dave Jordan – die die Testarbeit übernahmen – klagten über das schlechte Fahrverhalten der Wagen. Dazu kamen beständige Probleme mit den Aufhängungen, die James Garner bewogen, ebenfalls aus dem Projekt auszusteigen. Die Fahrzeuge kamen nach England zurück und der Schauspieler gab bei Dan Gurneys AAR Eagle neue Rennfahrzeuge in Auftrag.
John Surtees übernahm neben dem Bau der restlichen Fahrzeuge auch deren Renneinsätze und benannte die Fahrzeuge in Surtees TS5 um. Damit begann die lange Typologie der Surtees-Rennwagen unter dem Kürzel TS für Team Surtees.

## Renngeschichte

### Formel 5000
Sein Renndebüt gab der TS5 im April 1969 in Oulton Park. Es war das Auftaktrennen zur Europäischen Formel-5000-Meisterschaft 1969 und zugleich das erste Rennen dieser neu etablierten Serie. John Surtees hatte die Garner wieder nach Europa geholt und setzte die Wagen, noch mit Chevrolet-Motor, unter eigener Teamführung ein. Als Fahrer wurden David Hobbs, Andrea de Adamich und Trevor Taylor verpflichtet. Im Gegensatz zu den Testerfahrungen in den USA waren die Wagen im Training schnell und hatten keine technischen Probleme. David Hobbs erzielte im Qualifikationstraining mit 1:30,6 die schnellste Rundenzeit und stellte seinen TS5 auf die Pole-Position. Andrea de Adamich erreichte den vierten Trainingsrang, konnte am Rennen jedoch nicht teilnehmen, da er knapp vor Trainingsende einen Unfall hatte und dabei den Boliden erheblich beschädigte. Im Rennen musste sich Hobbs nur Peter Gethin im McLaren M10A geschlagen geben und erreichte gleich im ersten Rennen eine Podiumsplatzierung.
Beim dritten Saisonlauf in Brands Hatch gab es die zweite Pole-Position, diesmal herausgefahren von Trevor Taylor. Eine defekte Kupplung verhinderte auch seinen Start. Den ersten Rennsieg feierte Hobbs beim sechsten Saisonlauf im Mondello Park, wo er nach 84 Runden vor Mike Hailwood im Lola T142 und Alan Rollinson auf einem Brabham BT30 als Sieger abgewinkt wurde.
Es folgte eine Siegesserie von Trevor Taylor, der hintereinander die Rennen in Koksijde, Zandvoort, Snetterton und Hockenheim gewann. Die Gesamtwertung konnte er sich aber nicht sichern; diese ging, bevorzugt durch Streichresultate bei Taylor, an Peter Gethin.
1970 gab es erst beim neunten Wertungslauf den ersten Saisonsieg, als Trevor Taylor vor Peter Gethin im überarbeiteten McLaren M10 und Frank Gardner im Lola T190 gewann. Im Laufe der Saison zog sich Surtees aus der Formel 5000 zurück, da bereits der Einstieg in die Formel-1-Weltmeisterschaft anstand, der die gesamte Aufmerksamkeit des Teams benötigte. Ein Fahrzeug, ein TS5A mit der Fahrgestellnummer 008, wurde an den Iren Alan Rollinson verkauft, der mit dem Wagen aber wenig Erfolge hatte und vor Ende der Saison auf einen Lotus 70 umstieg.
Ende des Jahres wurden alle TS5 und TS5A verkauft. Surtees stieg 1971 mit dem Nachfolgemodell, dem TS8, wieder werkseitig in die Formel-5000-Meisterschaft ein.

### Formel A
Der US-amerikanische Rennfahrer Mike Goth erwarb im Frühjahr 1969 den TS5 mit der Fahrgestellnummer 005 und setzte ihn ab dem sechsten Saisonrennen in Elkhart Lake in der Meisterschaft ein. Gleich beim Debütrennen, das in drei Sprintrennen und daraus folgender Gesamtwertung ausgefahren wurde, erreichte er hinter Tony Adamowicz im Eagle Mk5 und dem McLaren-Piloten John Cordts den dritten Rang. Surtees nahm die große logistische Herausforderung an und setzte auch in der Formel A Werkswagen ein. Zu diesem Zweck mussten die Fahrzeuge immer wieder per Luftfracht zwischen Großbritannien und den USA hin- und hertransportiert werden; dies war auch finanziell ein nicht unerheblicher Aufwand. Im selben Rennen wie Goth war auch David Hobbs im Werkswagen am Start, fiel aber schon in der zweiten Runde durch Defekt aus. Nachdem Hobbs dann beim zweiten Einsatz, dem Rennen in Lime Rock, den zweiten Rang erreichte, folge beim dritten Renneinsatz, dem Minnesota Grand Prix in Brainerd, der erste Rennsieg eines TS5 in den USA. Es folgten weitere vier Saisonsiege durch Hobbs, wobei es in Mont-Tremblant sogar einen Doppelsieg gab, als er vor Andrea de Adamich gewann.
Wie in Europa konnte Surtees trotz starker Rennen und zählbarer Erfolge auch in den USA die Meisterschaftsgesamtwertung nicht gewinnen, da das Team zu spät im Jahr in die Serie eingestiegen und der Punktevorsprung von Tony Adamowicz im Eagle daher uneinholbar war.
1970 endete das Werksengagement von Surtees auch in den USA.

### Tasman-Serie
Mike Goth bestritt mit seinem TS5, Fahrgestell 005, im Januar und Februar 1970 auch die Rennen zur Tasman-Serie dieses Jahres. Mit zehn Punkten wurde er am Ende Achter in der Meisterschaft.

## Fahrgestelle des TS5
- Fahrgestell TS5 001: Der erste TS5, noch bei Len Terry gebaut; Trevor Taylor fuhr den Wagen 1969 in der Formel 5000 und Andrea de Adamich in Formel A; bei einem Unfall von Scooter Patrick 1969 in Mont-Tremblant zerstört.
- Fahrgestell TS5 002: Ein Garner TS5, der nach seiner Auslieferung von Garner wieder an Surtees retourniert wurde; umbenannt in Fahrgestell F1R und an den Südafrikaner Doug Serrurier verkauft; Jackie Pretorius fuhr den Wagen in Südafrika[9]; in den 1970er-Jahren wurde der Wagen bei einem Dragster-Rennen erheblich beschädigt; ein britischer Sammler fand den Wagen 2003 in einer südafrikanischen Scheune und ließ ihn in Europa 2005 vollständig restaurieren[10].
- Fahrgestell TS5 003: Von David Hobbs 1969 in der Formel 5000 und der Formel A gefahren; Ende 1969 an Royal American Competition verkauft; Hamilton Vose fuhr den Wagen in der Formel A; bei einem Unfall in Sears Point zerstört[11].
- Fahrgestell TS5 004: von David Hobbs, Trevor Taylor und Andrea de Adamich 1969 sowohl in der Formel 5000 als auch in der Formel A gefahren; Ende 1969 an Royal American Competition verkauft; gefahren von Dick DeJarld; wurde später zum TS5A von John Martin.
- Fahrgestell TS5 005: 1969 an Mike Goth verkauft; hatte danach mehrere Besitzer und war in einige Unfälle verwickelt; wurde später restauriert und gehört heute dem US-Amerikaner Rob van Westenberg.
- Fahrgestell TS5 006: Ursprünglich 1969 für den Japaner Tetsu Ikuzawa gebaut, dessen Vertrag mit Surtees 1969 aber nicht zustande kam; 1969 von Trevor Taylor und Derek Bell in der Formel 5000 gefahren; 1970 an Sherwood Johnston verkauft; weiterer Verbleib umstritten.
- Fahrgestell TS5 007: Werkswagen von Hobbs und Taylor 1969; dann an Robert Fischetti verkauft; 1972 in Watkins Glen zerstört[12].

## Surtees TS5A
1970 wurde der TS5 überarbeitet und zum TS5A. Detailverbesserungen gab es an den Aufhängungen, den Treibstofftanks und der Motorschmierung. Die Bremsanlage wurde verbessert und vom LG500 auf das DG300-Getriebe von Hewland umgestiegen. Unterschiedliche Angaben gibt es zur produzierten Stückzahl. Während John Surtees von 15 gebauten Fahrzeugen sprach, lassen sich trotz der verwirrenden Fahrgestellgeschichten nur zehn TS5A festmachen. Gesichert ist der Erwerb eines Exemplars durch den britischen Rennwagenbauer Trojan. Bei Trojan wurde der McLaren M10 gefertigt und ein TS5A diente als technologisches Anschauungsbeispiel. Ein heute im Rennwagenbau völlig unmöglicher Vorgang.
Die TS5A wurden von diversen Privatfahrern bis Ende der 1970er-Jahre gefahren. Der US-Amerikaner Howie Fairbanks fuhr einen TS5A noch 1978 in der SCCA-Serie.

## Fahrgestelle des TS5A
Gelingt die Zuordnung der Fahrgestellnummern bei den TS5 leicht, ist dies beim TS5A weit schwieriger. Dies liegt vor allem an der fehlenden Zuordnung der an Royal American Competition Enterprises Fred Opert Racing und Doug Hooper ausgelieferten Wagen, was zu großem Verwechslungspotential führt. Dennoch soll hier der Versuch unternommen werden, die Nummern zuzuweisen.
- Fahrgestell TS5A 001: Werkswagen zu Beginn des Jahres 1970; gefahren von David Hobbs und Trevor Taylor; bei einem Unfall von Taylor im Mai 1970 in Brands Hatch zerstört[14].
- Fahrgestell TS5A 002: einer der an RACE, Opert oder Hooper ausgelieferten Wagen; Zuordnung unklar.
- Fahrgestell TS5A 003: einer der an RACE, Opert oder Hooper ausgelieferten Wagen; Zuordnung unklar.
- Fahrgestell TS5A 004: einer der an RACE, Opert oder Hooper ausgelieferten Wagen; Zuordnung unklar.
- Fahrgestell TS5A 005: einer der an RACE, Opert oder Hooper ausgelieferten Wagen; Zuordnung unklar.
- Fahrgestell TS5A 006: 1970 in die USA verkauft; von John Gunn für Fred Opert in der Formel-A-Meisterschaft gefahren, später von Luigi Chinetti beim Großen Preis von Argentinien 1971 eingesetzt; Fahrer Nestor Garcia-Veiga schied nach technischem Defekt aus[15].
- Fahrgestell TS5A 007: Werkswagen mit wechselvoller Geschichte; 1970 von David Hobbs in den USA gefahren; 1971 an den belgischen Rennfahrer Hervé Bayard verliehen; Ende des Jahres an den Südafrikaner Eddie Keizan verkauft, der den Chevrolet durch einen Ford-Motor ersetzte; kam in den 1980er-Jahren wieder nach Europa zurück und gehört heute dem Deutschen Franz Guggemos.
- Fahrgestell TS5A 008: 1970 für den britischen Rennfahrer Alan Rollinson gebaut; teilweise auch von Tony Trimmer gefahren; 1971 wie 007 an Eddie Kiezen verkauft; dieser setzte beide Wagen mit unterschiedlichen Fahrern bei Südafrikanischen Formel-Rennen ein; weiterer Verbleib unbekannt.
- Fahrgestell TS5A 009: Werkswagen von Trevor Taylor 1970; bei einem Unfall am Salzburgring zerstört.
- Fahrgestell TS5A 010: einer der an RACE, Opert oder Hooper ausgelieferten Wagen; Zuordnung unklar.